# Angels Never Die
Angels Never Die è il quarto album in studio del gruppo heavy metal tedesco dei Doro, pubblicato il 22 febbraio 1993. Il disco non fu pubblicato negli Stati Uniti e ebbe un successo limitato in Europa. Ciononostante, il video del brano Bad Blood venne votato "miglior video anti razzismo" alla prima edizione degli MTV Europe Music Awards, nel 1994.
Il disco raggiunse la posizione numero 21 in Germania.

## Tracce
1. Eye On You – 3:06 (Doro Pesch/Jack Ponti/Vic Pepe)
2. Bad Blood – 4:09 (Pesch/Ponti/Pepe)
3. Last Day of My Life – 5:31 (Pesch/Ponti/Pepe)
4. Born to Bleed – 4:21 (Pesch/Gary Scruggs)
5. Cryin' – 3:54 (Pesch/Ponti/Pepe/Elizabeth G. Daily)
6. You Ain't Lived (Till You're Loved to Death) – 4:03 (Pesch/Craig Wiseman)
7. So Alone Together – 5:40 (Pesch/Scruggs)
8. All I Want – 3:44 (Pesch/Ponti/Pepe)
9. Enough For You – 4:48 (Pesch/Ponti/Pepe)
10. Heaven with You – 4:50 (Pesch/Ponti/Pepe)
11. Don't Go – 5:28 (Pesch/Ponti Pepe)
12. Alles Ist Gut – 3:29 (Pesch/Henry Staroste/Wesley Plass)

## Formazione
- Doro Pesch – voce
- Nick Douglas – basso
- Joey Franco – batteria
- Harold Frazee – tastiere, cori
- Eric Gales – chitarra solista nelle tracce 2, 4 e 10
- Eugene Gales – chitarra solista nelle tracce 3 e 11
- Matt Nelson – basso
- Vic Pepe – chitarra elettrica e acustica
- Brian Perry – basso
- Jack Ponti – chitarra elettrica, basso, tastiere, cori
- Ryan Roxie – chitarra elettrica